# Codex Ambrosianus
Il Codex Ambrosianus o Codice ambrosiano è un insieme membranaceo di manoscritti in greco, latino e siriaco, databili dal sesto all'undicesimo secolo, copiate da mani diverse e in diversi alfabeti. Le cinque parti contengono brani dell'Antico Testamento (il Libro di Neemia) e del Nuovo Testamento (parti dei Vangeli e delle Epistole) e diversi commenti che i ricercatori denominano Skeireins cioè “scritti gotici”.
Secondo studiosi di questi testi, è probabile che il codice abbia subito variazioni per mano di copisti, con cancellazioni e aggiunte.

## Codici contenuti nel “Codex Ambrosianus”
Il Codice Ambrosiano si compone di cinque manoscritti così signati dai catalogatori: Ambrosiano A, Ambrosiano B, Ambrosiano C, Ambrosiano D, Ambrosiano E.
A, B e C si trovano nella Biblioteca Ambrosiana di Milano.
L'Ambrosiano A contiene testi delle Epistole del Nuovo Testamento e del Calendario Gotico. In tutto si tratta di 204 pagine, di cui 190 sono leggibili, 2 non leggibili e 12 bianche.

Anche l'Ambrosiano B contiene testi delle epistole neotestamentarie per 156 pagine, di cui 2 sono vuote.

L'Ambrosiano B inoltre (in B.21) è parzialmente scritto in alfabeto siriaco e contiene apocrifi quali il Quarto di Ezra, il Terzo de Maccabei e passaggi latini di Flavio Giuseppe riguardanti i Maccabei.

L'Ambrosiano C consiste in due fogli in cui sono ospitati passaggi dei capitoli 25, 26 e 27 del Vangelo di Matteo.

L'ambrosiano D si compone di 3 fogli con brani tratti dal libro di Neemia (5-7). Questi sono gli unici frammenti del Vecchio Testamento conservati in stile gotico.

L'Ambrosiano E si estende su 5 fogli con estratti dai Skeireins riguardanti commenti al Vangelo secondo Giovanni; ma non è certo che facessero parte della Bibbia gotica. Un frammento di questo Codice E si trova oggi nella Biblioteca Vaticana siglato Codex Vaticanus Latinus 5750.